# George Spencer-Churchill (8. książę Marlborough)
George Charles Spencer-Churchill (ur. 13 maja 1844  – zm. 9 listopada 1892 w Blenheim Palace) – brytyjski arystokrata, najstarszy syn Johna Spencer-Churchilla, 7. księcia Marlborough i lady Frances Vane, córki 3. markiza Londonderry, stryj Winstona Churchilla. Od urodzenia nosił tytuł hrabiego Sunderland.
W 1857 roku, kiedy jego ojciec został 7. księciem Marlborough, on sam uzyskał tytuł markiza Blandford. W tym samym roku rozpoczął trzyletnią naukę w Eton College. Po zakończeniu nauki wstąpił do armii. W 1863 został porucznikiem Royal Horse Guards. Po śmierci ojca w 1883 został 8. księciem Marlborough i zasiadł w Izbie Lordów. Uzyskał też tytuł zastępcy Lorda Namiestnika Oxfordshire.
8 listopada 1869 roku w Westminsterze, poślubił lady Alberthę Frances Anne Hamilton (29 lipca 1847 - 7 stycznia 1932), córkę Jamesa Hamiltona, 1. księcia Abercorn i lady Louisy Russell, córki 6. księcia Bedford. George i Albertha mieli razem syna i trzy córki:
- Frances Louisa Spencer-Churchill (15 września 1870 - 13 listopada 1954), żona Roberta Gresleya, 11. baroneta, miała dzieci
- Charles Richard John Spencer-Churchill (13 listopada 1871 - 30 czerwca 1934), 9. książę Marlborough
- Lillian Maud Spencer-Churchill (9 lipca 1873 - 4 stycznia 1931), żona pułkownika Cecila Grenfella, miała dzieci
- Norah Beatrice Henriette Spencer-Churchill (1 września 1875 - 28 kwietnia 1946), żona Francisa Bradley-Birta, nie miała dzieci.

Pierwsze małżeństwo księcia Marlborough zostało anulowane na prośbę jego żony 20 listopada 1883 roku. Po raz drugi ożenił się w cywilnej ceremonii z Lillian Warren Price (zm. 11 stycznia 1909), córką komandora Cicero Price'a. Ślub miał miejsce w New York City Hall, zaś udzielał go burmistrz Nowego Jorku, Abram Stevens Hewitt. Małżonkowie nie doczekali się potomstwa.
Książę zmarł w swej rodowej posiadłości Blenheim Palace i został pochowany w Woodstock w hrabstwie Oxfordshire.